# FC-PGA2
FC-PGA2 (ang. Flip Chip Pin Grid Array 2) – wersja obudowy mikroprocesorów, w której chip jest umieszczony po przeciwnej stronie niż wyprowadzenia układu (piny), przeznaczona do montażu w podstawce Socket 370. Procesory w obudowie FC-PGA2 były zasilane napięciem o innej wartości niż procesory w obudowach FC-PGA. Główną zmianą wizualną w porównaniu do FC-PGA było dodanie osłony rdzenia (tzw. heatspreader – rozpraszacz ciepła, potocznie zwany czapką). FC-PGA2 znalazła zastosowanie w procesorach firmy Intel opartych na rdzeniu Tualatin:
- Pentium III – 133 MHz FSB:
  - Pentium III (256 KiB L2-cache): 1000, 1133, 1200, 1333, 1400 MHz,
  - Pentium III-S (512 KiB L2-cache): 1133, 1266, 1400 MHz,

- Celeron – 100 MHz FSB:
  - Celeron: 1000, 1100, 1200, 1300, 1400 MHz.

Procesory wykorzystujące podstawkę FC-PGA2 można zmodyfikować tak, by działały na FC-PGA.
Firma VIA wyprodukowała swoją serię procesorów także i na ten typ podstawki S370:
- VIA C3 Ezra (Samuel3) – 133 MHz FSB:
  - C3: 800, 866, 933, 1000, 1133 MHz.